# 袁燿
袁 燿（えん よう、生没年不詳）は、中国後漢時代末期の人物。豫州汝南郡汝陽県（現在の河南省周口市商水県）の人。父は袁術。

## 人物

### 事績
建安4年（199年）、父の袁術が死亡して一族は没落した。袁燿は従叔父の袁胤らに守られ、かつて袁術配下だった劉勲の下へ逃れた。その後、劉勲を撃破した孫策に捕らえられてしまう。しかし後年、自分の姉妹である袁氏が孫権の側室となったため、袁燿自身も郎中に任ぜられた。また、袁燿の娘は孫権の子の孫奮に嫁いでいる。これ以上の詳細な記述は、史書に見当たらない。

### 演義の「袁術の息子」
なお小説『三国志演義』では、袁術が帝位を僭称した際、自分の息子を皇太子として立てようとした。呂布の娘の婚約相手として、袁術の子も外交交渉の場で言及されている。しかし名前が不詳であり、袁燿に該当するかは不明。この袁術の子は袁術が死去すると、袁胤らとともに徐璆によって殺される設定になっている。